# 山本アキラ
山本 アキラ（やまもと あきら、1969年7月25日 - ）は、日本の元キックボクサー。東京都出身。元山木ジム所属。現在はインスパイヤードモーション会長。
元KKTK東洋バンタム級王者

## 経歴
1986年に17歳でMA日本キックボクシング連盟でプロデビュー。MA日本キック黄金の軽量級時代を築いた軽量級四天王の一人。キックボクシングの名門・山木ジム一門の長兄にあたる。ブランコ・シカティックやピーター・アーツと共に修行を重ね、K-1ジャパンリーグにも出場。
NKBフライ級王者川津真一、NJKFバンタム級王者、スーパーフェザー級王者、3階級王者平野将志を育て上げ、若い選手をどんどんプロの世界へと送り込んでいる。

## 獲得タイトル
- KKTK東洋バンタム級王座